# Biserica de lemn din Dumbrăvița

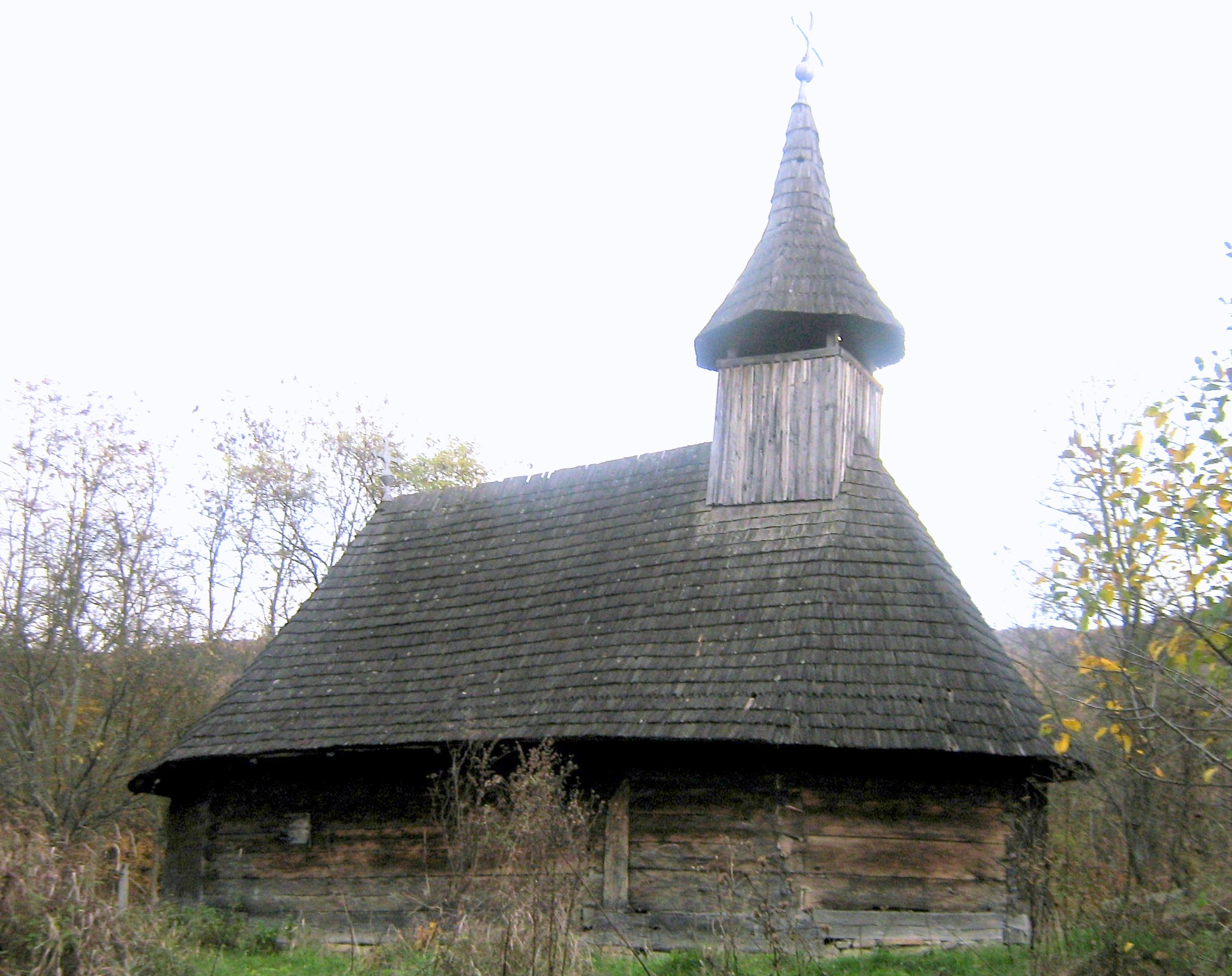
Biserica de lemn „Sfântul Ierarh Nicolae” din satul Dumbrăvița, comuna Ilia, județul Hunedoara, foto: noiembrie 2008.

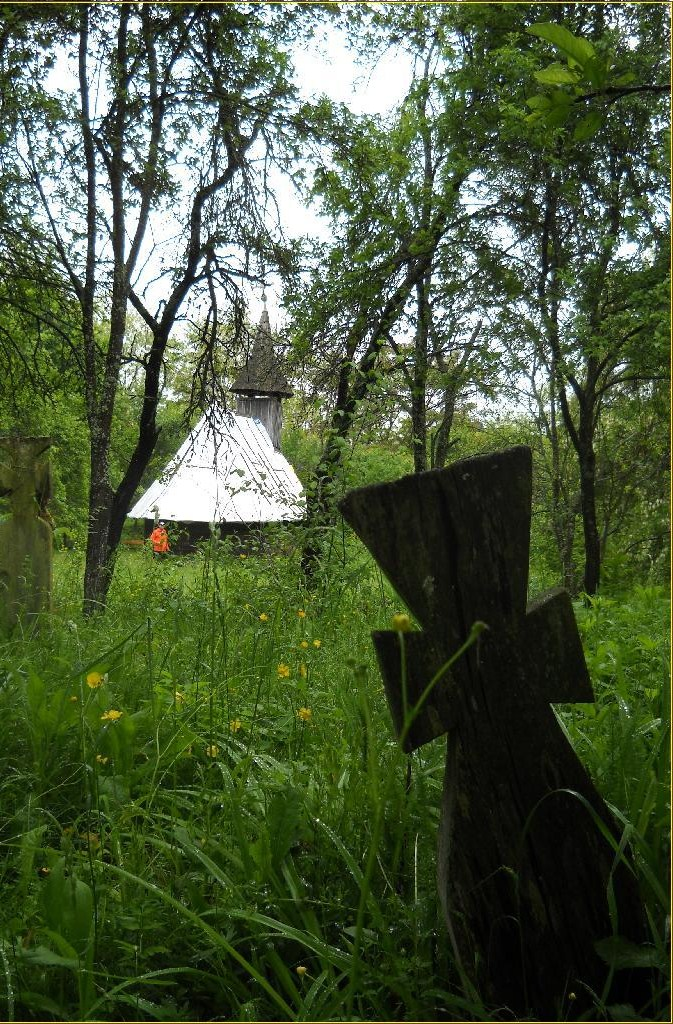

Biserica de lemn din satul Dumbrăvița, comuna Ilia, județul Hunedoara, a fost construită la începutul secolului XVII. Are hramul „Sfântul Ierarh Nicolae”. Biserica figurează pe lista nouă a monumentelor istorice, cod LMI HD-II-m-A-03313.

## Istoric și trăsături
Dumbrăvița și-a luat numele de la pădurile de stejar ce acoperă dealurile satului, dumbravă însemnând „pădure de stejar". Satul este atestat documentar la anul 1453. Biserica cu hramul „Sfântul Nicolae" se află pe un deal izolat la o anumită depărtare de ulițele satului, tradiția orală susținând că în vechime vatra Dumbrăviței se afla pe lângă biserică.
Pereții edificiului, așezați pe o fundație rudimentară, formată din câteva lespezi de piatră brută, descriu forma dreptunghiulară, cu capetele de est si vest poligonale, cu 3 laturi, în prelungirea navei. Dimensiunile monumentului sunt modeste, pereții fiind realizați din bârne de stejar prinse în coadă de rândunică și „mădulari". Deasupra pronaosului se ridică o clopotniță scundă, construită din scândură, cu un mic foișor simplu, terminată cu un coif cu baza circulară, aproape conic, învelit în șiță. Acoperișul, de 2 ori mai înalt decât pereții lăcașului și cu pante repezi, este învelit cu șiță.
Arhitectura arhaică, îmbinarea bârnelor de stejar în cepuri și în coadă de rândunică, păstrarea peretelui despărțitor plin dintre naos și pronaos, precum și existența unei singure bolți inițiale semicilindrice sunt elemente care fixează începuturile lăcașului la răscrucea secolelor XVI-XVII. În acest caz, prezența prestolului de piatră, cu însemnarea „1723 eu Mariș popa Avram”, trebuie legată de una din multiplele reparații la care a fost supus, în timp, lăcașul.
Altă renovare, atestată pe baza textului unei pisanii, a inclus împodobirea edificiului cu un valoros veșmânt iconografic: „În zilele cinstitului de Dumnezeu iubit împăratul ... Io[sif], s-au zugrăvit această sfântă biserică, l763”. Autorul decorului este „zugrav loan”, anume același pictor căruia i se datorează, ulterior, execuția a două icoane la Târnava, precum și a întregului ansamblu mural al bisericii din Valea Lungă, unde semna printr-o poreclă: „Urean cel Tânăr”. Lăcașul, acoperit integral cu șiță (reînnoită în anii 1937, 1957 și 1991), este mentionat atât în tabelele conscripțiilor din 1733, 1750, 1761-1762, 1805 și 1829-1831, cât și pe harta iosefină a Transilvaniei (1769-1773).